# Mozota
Mozota è un comune spagnolo di 114 abitanti situato nella comunità autonoma dell'Aragona.